# 托坎廷斯州新锡蒂乌
托坎廷斯州新锡蒂乌（葡萄牙語：Sítio Novo do Tocantins）是巴西托坎廷斯州的一个市镇。总面积324.102平方公里，总人口9261人，人口密度28.6人/平方公里。